# Hashem Beikzadeh
Hashem Beikzadeh (in persiano هاشم بیک زاده‎; Shiraz, 22 gennaio 1984) è un calciatore iraniano, difensore dell'Esteghlal e della nazionale iraniana.